# Boeing 717
El Boeing 717 es el avión más pequeño de Boeing Commercial Airplanes y cuenta con motores Rolls-Royce BR700. Entró en servicio en 1999 para competir en el mercado de los 100 asientos. Es el modelo que se conoció antes de la fusión de McDonnell Douglas con Boeing como MD-95, que a su vez era un desarrollo del Douglas DC-9. El 14 de enero de 2005, Boeing anunció que en 2006 cerraría la cadena de montaje del Boeing 717, situada en Long Beach (California).
Tras el lanzamiento del 720 parecía que Boeing había descartado usar la designación 717, aunque en realidad 717 fue la numeración que Boeing le había dado previamente a la versión militar del B-707, aunque luego la Fuerza Aérea de los Estados Unidos la cambió por KC-135 Stratotanker. También se usó para venderle a las aerolíneas el diseño del prototipo del B-727, aunque luego se cambió a ese nombre. Esto dejó la denominación 717 disponible, antes de que el MD-95 fuese renombrado.

## Desarrollo

### Antecedentes
La tercera parte del siglo XX fue difícil para los fabricantes de aeronaves. El que una vez fue el líder indiscutible del mercado, Douglas, confrontó problemas con las ventas de su aeronave Douglas DC-8 y la fuerte competencia del 737 contra su DC-9. El trabajo de financiar la producción del futuro trirreactor de fuselaje ancho, el DC-10, le resultó ser muy difícil, por lo cual la firma se vio obligada a unirse al especialista militar McDonnell en 1967. 

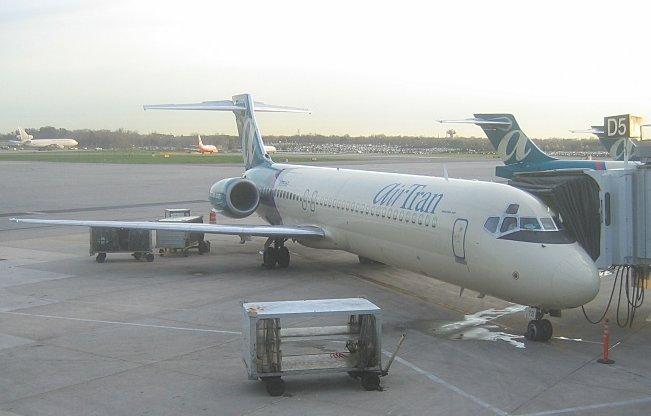
Boeing 717 de AirTran Airways en el aeropuerto de Boston.

Aun después de la fusión corporativa, McDonnell Douglas (MDC) continuó luchando por su existencia: la línea de producción del DC-8 cerró en 1972; al buscar entrar en el mismo mercado especializado, el DC-10 y su rival el Lockheed Tristar perdieron dinero. Solamente el DC-9 continuó vendiéndose bien; para 1982 se habían construido casi 1000, cuando se alargó y renombró como Serie MD-80. Más de 1100 MD-80 entraron en servicio durante la década del 1980 y el principio de la de 1990. Sin embargo, la próxima versión, el MD-90, no tuvo mucha acogida (sólo se construyeron 117 unidades), aunque ese número es mayor que las unidades vendidas del 737-600 y A318, dato que nos deja pensando si el problema no fue la aeronave en sí, sino la falta de una familia de aeronaves que la apoyaran.

### Comienzos problemáticos
El MD-95 (el avión que finalmente se convertiría en el 717) fue anunciado en 1991, inicialmente como MD-87-105, una versión recortada de la alargada familia MD-80 que había regresado a casi el mismo tamaño del DC-9 Series 30 de los años 60. Pronto fue renombrado MD-95 para reflejar la anticipada primera fecha de entrega, al menos en el caso de que MDC no pudiera encontrar una aerolínea dispuesta a hacer un pedido en firme para comenzar la producción hasta esa fecha.
En octubre de 1995, la aerolínea de bajo coste estadounidense ValuJet firmó una orden por 50 MD-95, más 50 opciones. Generalmente, un nuevo avión tiene una o más grandes aerolíneas de prestigio y bien establecidas como clientes lanzadores. Lanzar la producción del MD-95 sobre la base de un solo encargo de una debutante compañía de dos años de antigüedad con dudosas finanzas era altamente optimista, y se vio como un reflejo de la dificultad que estaba teniendo MDC en vender aviones.
En diciembre de 1996, Boeing y McDonnell Douglas llegaron a un acuerdo de intercambio de acciones por 13 000 millones de dólares y la fusión se hizo oficial el año siguiente. Boeing abandonó la línea comercial de MDC, excepto el MD-95, que fue rebautizado Boeing 717, y la versión carguera del MD-11.
La mayoría de los observadores industriales esperaban que también se abandonara prontamente el MD-95. Para empezar, Boeing no tuvo más éxito que McDonnell Douglas en vender el 717, e incluso la orden original de 50 unidades no era una certeza en el caótico mercado de las aerolíneas estadounidenses tras la desregularización (un cliente no sólo tenía que querer un avión, sino que tenía que ser capaz de pagarlo). En este caso, ValuJet, actualmente AirTran Airways, conseguiría un éxito considerable y ahora opera 73 aviones 717-200, así como 5 nuevos 737-700. Continúa aceptando entregas de 717 y 737.
Boeing aceptó un puñado de pequeños pedidos de compañías de alquiler y operadores menores, y un segundo gran pedido de 50 717 de TWA, pero tras la dramática caída en el tráfico de las aerolíneas causada por la reacción a los atentados del 11 de septiembre en los Estados Unidos, Boeing anunció una revisión del futuro del modelo.
Tras mucha deliberación, se decidió seguir. A pesar de la falta de pedidos, Boeing confiaba en la fundamental idoneidad del 717 para el mercado de las 100 plazas, y en el tamaño a largo plazo de ese mercado. Adicionalmente, la antigua planta de Douglas en Long Beach estaba casi parada (junto con el 717, sólo había un puñado de C-17 para mantenerla ocupada). Quizá lo más importante de todo, el abandonar el 717 supondría dejar el mercado de las 100 plazas a Airbus y a su planeado A318: desde un punto de vista de mercado, cualquier aerolínea que comprase un A318 tendría una poderosa razón para comprar luego A320 y A321 en vez de 737 para aprovechar las partes comunes y las tripulaciones, si la aerolínea no tuviera muchos 737 ya en su flota. En vez de usar un avión de la clase de los 100 asientos, las aerolíneas tendrían que elegir usar un avión mayor, pero ocupando la mitad de los asientos, la mitad de su capacidad de combustible, y en adelante, lograr más comunión con otros aviones de sus flotas en vez de tener una amplia gama de aparatos.

### Encontrando un hueco, cambio de rumbo
La sabiduría de la decisión de Boeing se hizo patente poco a poco. Los primeros operadores del 717 estaban encantados con la fiabilidad y el atractivo de los pasajeros hacia el modelo, y ordenaron más. La pequeña aerolínea regional australiana Impulse es un ejemplo. Impulse realizó un alquiler de larga duración de cinco 717 a principios de los años 2000 y comenzó una agresiva expansión en las rutas principales. Para sorpresa de pocos, el ambicioso movimiento no podía sostenerse en la competición con las mayores, e Impulse fue vendida a Qantas en mayo de 2001. Esto dejó a Qantas con un puñado de no deseados "DC-9 recalentados" que rompían la eficiencia de su flota de grandes reactores Boeing y pequeños BAe 146.
Sin embargo, en unos pocos meses, las habilidades del 717 salieron a la luz. Es más espacioso y es más rápido que el BAe 146, más barato de operar, y ha logrado una excelente fiabilidad en disponibilidad del 99,6%. Los costes de mantenimiento son muy bajos: una inspección de verificación C, por ejemplo, dura justo tres días y sólo se requiere una vez cada 4500 horas de vuelo (en comparación, el viejo DC-9, que siempre estuvo bien considerado por los departamentos de ingeniería por su naturaleza sin complicaciones, necesitaba 21 días para la misma verificación). El diseño del nuevo motor Rolls Royce BR715 es altamente modular: ninguna de las unidades reemplazables en línea necesita de más de una hora para ser cambiada, y cerca de un tercio de ellas pueden cambiarse en menos de 15 minutos. Boeing declara una ventaja en los costes de operación del 10% sobre el A318.
El resultado ha sido que muchos operadores de 717, incluso los accidentales como Qantas, se han convertido al modelo. Qantas ha comprado más 717 para aumentar su flota a 14 unidades, y es el candidato más adelantado para reemplazar su gran flota de BAe 146. Otras órdenes significativas han venido de Hawaiian Airlines y Midwest Express, y Pembroke Leasing.
Después de 19 ventas de 717 en todo el mundo en 2000, y de sólo 6 en 2001, Boeing recibió 32 órdenes de 717 en 2001, a pesar de la masiva desaceleración de la industria.
El mercado de las 100 plazas estuvo masificado hasta 2001, pero varios competidores potenciales han desaparecido. BAe canceló su Avro RJX (un BAe 146 actualizado con motores modernos); Fairchild Dornier cerró sus puertas, llevándose el proyecto 728/928, y Bombardier canceló su nuevo BRJ en favor de un menos ambicioso CRJ alargado de 90 asientos.
Los jugadores restantes son Boeing mismo, Airbus con su A318, y Embraer con el ERJ 195. La actual flota mundial está mayoritariamente compuesta de viejos birreactores con costes relativamente altos, siendo notables los DC-9, primeros modelos de 737, y el Fokker 100, más el más moderno tetramotor BAe 146, que es una posibilidad principal para ser remodelado.

### Fin de la producción
En enero de 2005, Boeing anunció que tenía planeado cerrar la cadena de montaje del B-717 tras haber cumplido la lista actual de pedidos, debido a la baja cifra de ventas de la aeronave.
Esto se debe a la creciente competencia de los constructores de aviones regionales, especialmente Embraer y Bombardier; además de la competencia del A318 de Airbus, de un tamaño similar y que es muy parecido a otros aviones de la familia del A320, lo que significa una reducción significativa de costes.
El último B-717 fabricado salió de la cadena de montaje en mayo de 2006 de la fábrica de Long Beach (California).

### Componentes
Referencias: skybrary.aero

#### Electrónica

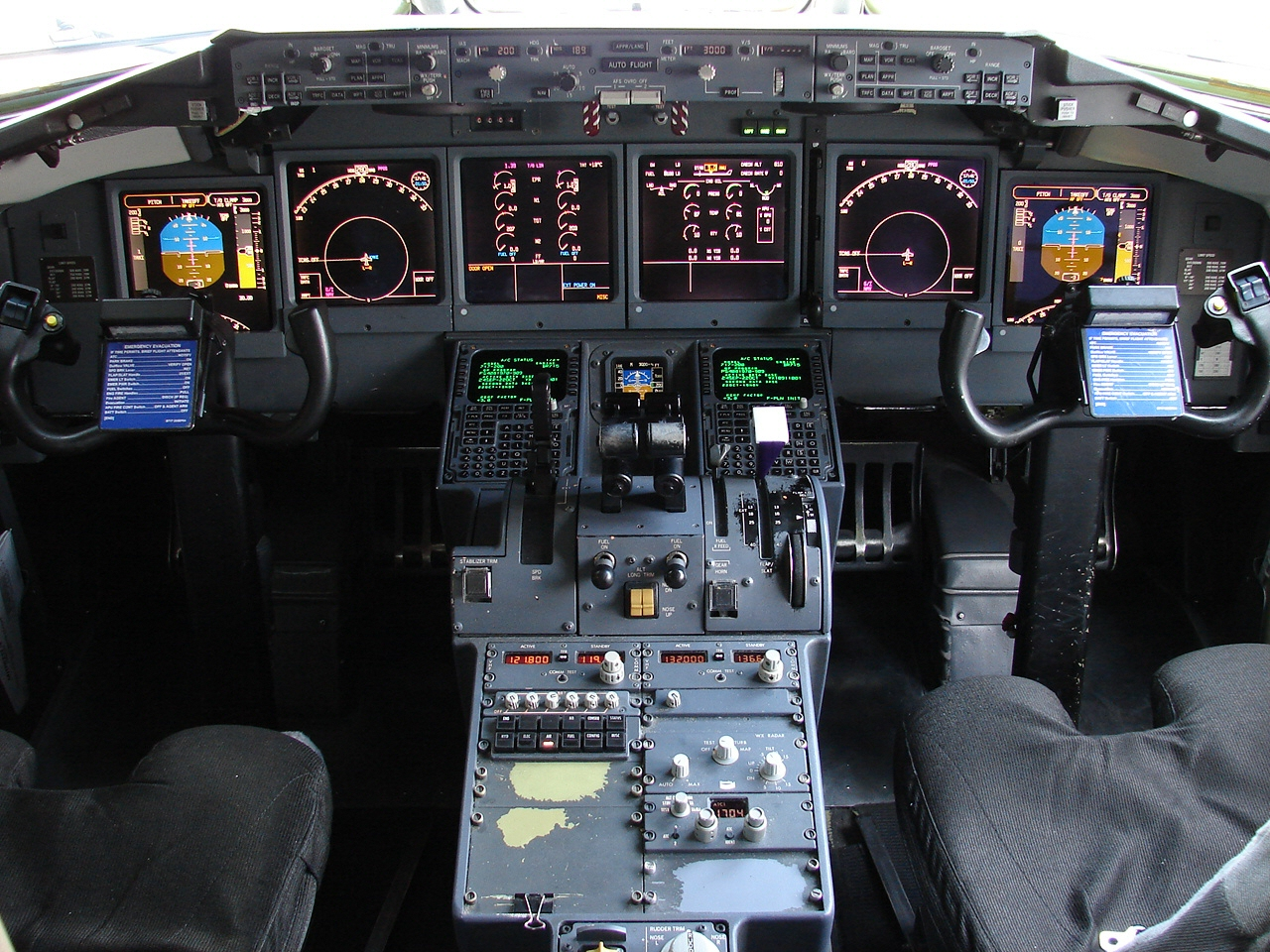
Cabina de mando

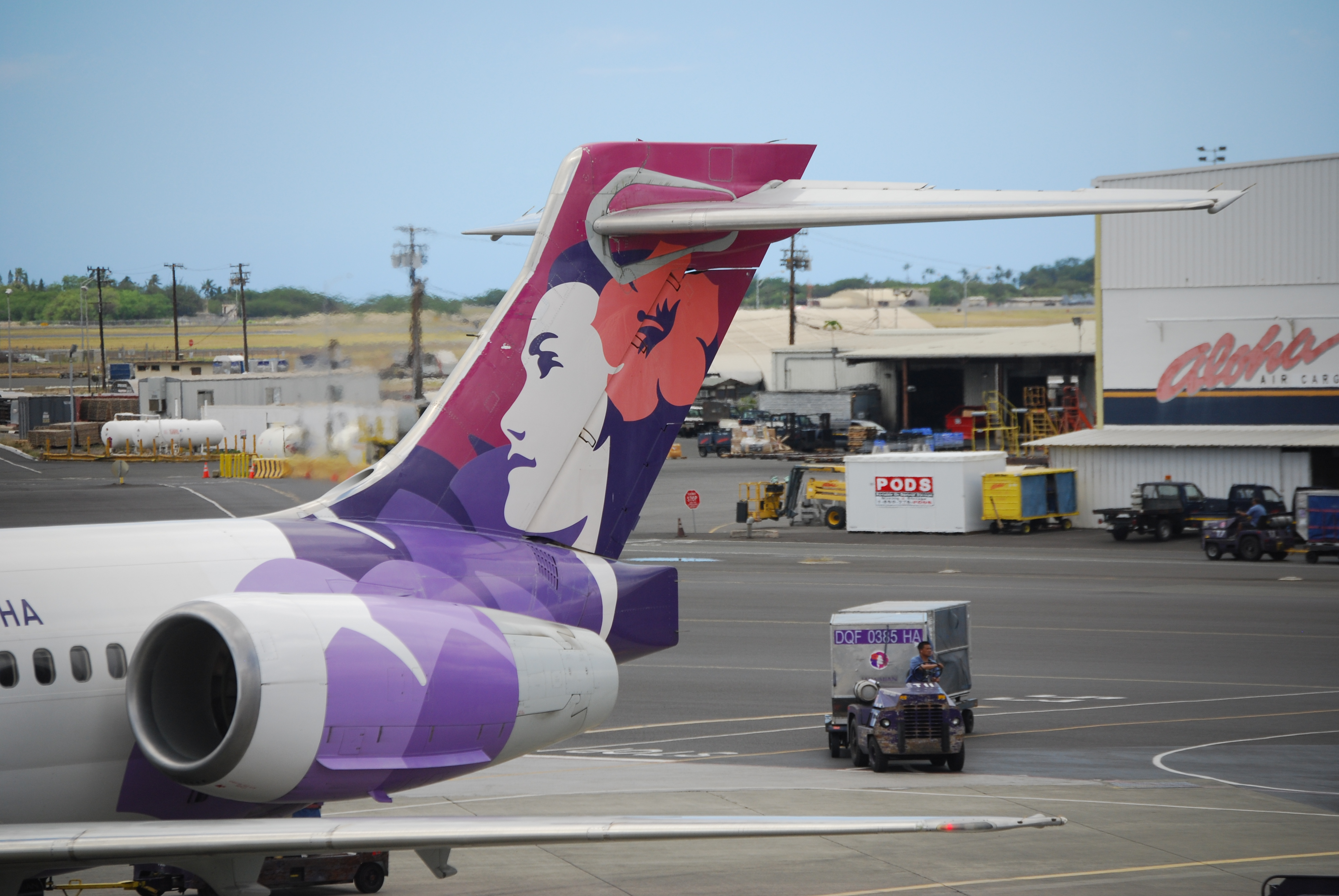
Motor y cola de un 717 de Hawaiian Airlines.

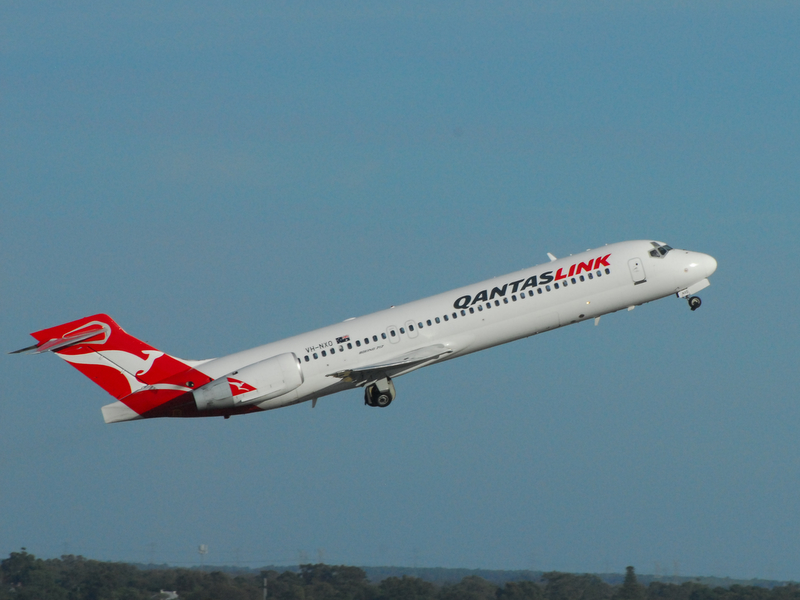
Un 717 de QantasLink.

| Sistema                            | País                      | Fabricante | Notas      |
| ---------------------------------- | ------------------------- | ---------- | ---------- |
| ADIRU                              |                           |            | 2          |
| TAWS                               | Bandera de Estados Unidos | Honeywell  | EGPWS      |
| RAAS (opción 2004)                 | Bandera de Estados Unidos | Honeywell  | EGPWS      |
| SmartLanding (opción)              | Bandera de Estados Unidos | Honeywell  | EGPWS MK V |
| SmartRunway (opción)               | Bandera de Estados Unidos | Honeywell  | EGPWS MK V |
| Transpondedor (opción 2017)        | Bandera de Estados Unidos | Honeywell  | TRA-100B   |
| Sistema de gestión del vuelo (FMS) | Bandera de Estados Unidos | Honeywell  |            |

#### Propulsión
| Sistema | País                    | Fabricante           | Notas           |
| ------- | ----------------------- | -------------------- | --------------- |
| Motor   | Bandera del Reino Unido | Rolls-Royce Holdings | 2 × BR715-C1-30 |

## Operadores
A fecha de mayo de 2020, un total de 142 Boeing 717-200 permanecían en servicio con las siguientes aerolíneas:
 Australia
- Cobham Aviation (anteriormente National Jet) (20)[4]
- QantasLink (17)[5]

 Estados Unidos
- Delta Air Lines (88)[6]
- Hawaiian Airlines (23)[7]

Las 21 aeronaves restantes permanecen almacenadas en el Aeropuerto de Victorville, a la espera de destino.

### Antiguos operadores

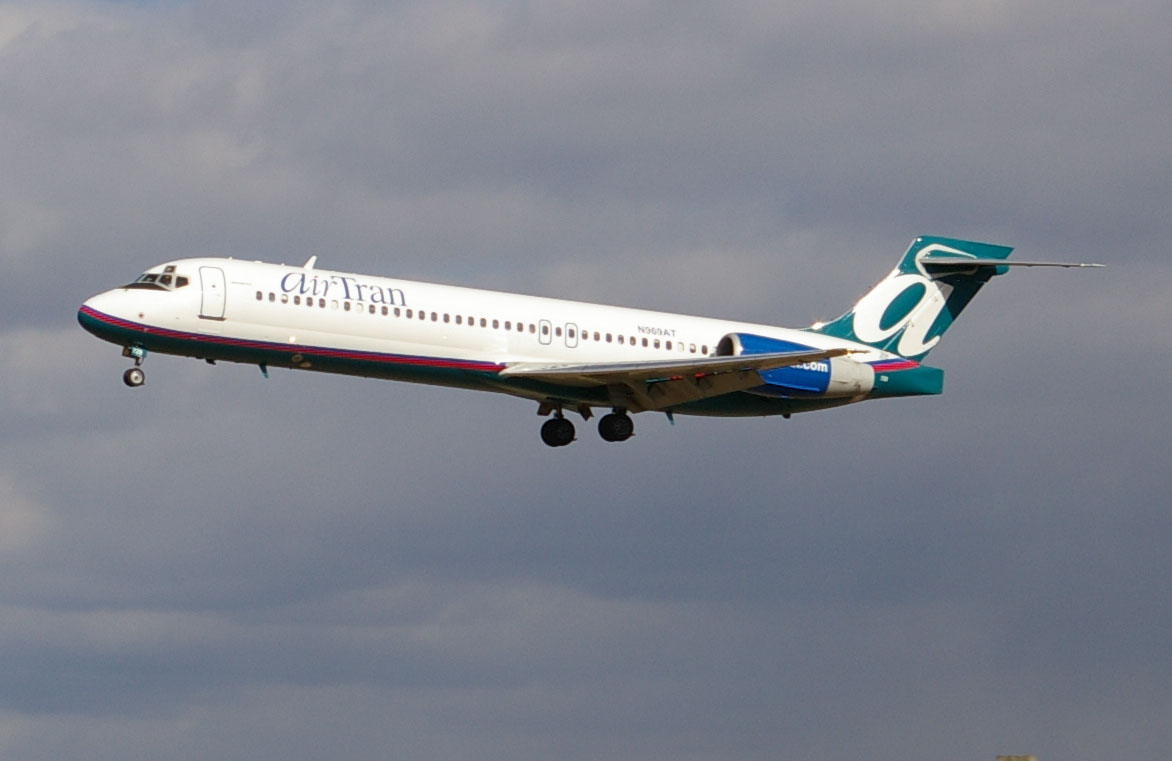
Un 717 de AirTran Airways.

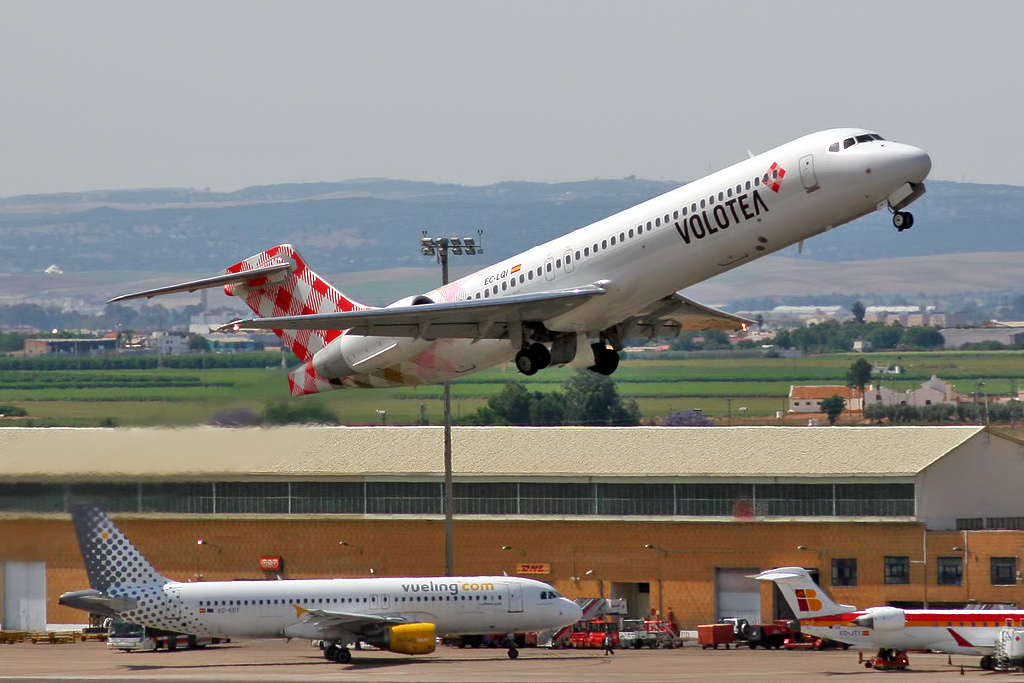
Un 717 de Volotea.

#### América
Estados Unidos
- AirTran Airways (89) - aerolínea adquirida por Southwest Airlines.
- Trans World Airlines – 50 pedidas, de las cuales 30 aeronaves fueron entregadas. American Airlines acabó comprando la TWA, pero vendiendo las aeronaves a AirTran Airways.
- American Airlines (29)[8]
- Midwest Airlines (25)[9]

 México
- Mexicana Click

#### Asia
Tailandia
- Bangkok Airways (4)[10]

 Turkmenistán
- Turkmenistan Airlines (7)[11]

#### Oceanía
Australia
- Jetstar Airways (14) – fueron devueltas cuando comenzaron a recibir el Airbus A320.[12]
- Impulse Airlines (7) – aerolínea adquirida por Qantas.

#### Europa
España
- Volotea (19)[13]
- Aerolíneas de Baleares (5)
- Spanair (4)[3]

 Finlandia
- Blue1 (9)[14]

 Grecia
- Olympic Airlines (3)[15]

## Pedidos y entregas

### Pedidos
| 2004 | 2003 | 2002 | 2001 | 2000 | 1999 | 1998 | 1997 | 1996 | 1995 |
| ---- | ---- | ---- | ---- | ---- | ---- | ---- | ---- | ---- | ---- |
| 8    | 8    | 32   | 3    | 21   | 0    | 50   | 0    | 0    | 50   |

### Entregas
| 2006 | 2005 | 2004 | 2003 | 2002 | 2001 | 2000 | 1999 | 1998 | 1997 |
| ---- | ---- | ---- | ---- | ---- | ---- | ---- | ---- | ---- | ---- |
| 5    | 13   | 12   | 12   | 20   | 49   | 32   | 12   | 0    | 0    |

Referencia: Boeing

## Accidentes e incidentes
En marzo de 2009, el Boeing 717 se ha visto envuelto en 5 incidentes, sin pérdidas totales de aviones ni víctimas mortales. Los incidentes incluyeron una colisión contra el terreno, y aterrizaje duro y un intento de secuestro.
- En mayo de 2016, un Boeing 717 de Delta Airlines que cubría la ruta Atlanta-Chicago, aterrizó de emergencia en Nashville, después de que la cubierta de uno de sus motores se separara del avión en una turbulencia, no se presentaron heridos ni muertes.

## Especificaciones (717-200)
Referencia datos: Características del Boeing 717 Informe de previsiones aeroportuarias del 717 Especificaciones Boeing 717

### Características generales
- Tripulación: Dos
- Capacidad: 

  - 117 pasajeros en clase única
  - 106 pasajeros en dos clases
- Carga: 20,7 m³
- Longitud: 37,8 m (124 ft)
- Envergadura: 28,5 m (93,4 ft)
- Altura: 8,9 m (29,3 ft)
- Superficie alar: 93 m² (1001,1 ft²)
- Peso vacío: 31 674 kg (69 809,5 lb)
- Peso máximo al despegue: 54 900 kg (120 999,6 lb)
- Planta motriz: 2× turbofan Rolls Royce BR715-C1-30.
  - Empuje normal: 93,4 kN (9525 kgf; 21 000 lbf) de empuje cada uno.
- Ancho de cabina externo: 3342 mm
- Ancho de cabina interno: 3145 mm

### Rendimiento
- Velocidad máxima operativa (Vno): 811 km/h (504 MPH; 438 kt) a 34 100 pies
- Alcance: 3815 km (2060 nmi; 2371 mi)
- Techo de vuelo: 12100m

## Aeronaves relacionadas

### Desarrollos relacionados
- McDonnell Douglas DC-9
- McDonnell Douglas MD-80
- McDonnell Douglas MD-90

### Aeronaves similares
- Embraer 190/195
- Bombardier CRJ1000
- Bombardier CSeries
- ACAC ARJ21-900
- Boeing 737-600
- Boeing 727
- / Fairchild-Dornier 728
- Fokker 100
- Avro RJ series
- Sukhoi Superjet 100
- Tupolev Tu-334
- Antonov An-148/An-158
- Airbus A318
- Yakovlev Yak-42D

### Secuencias de designación
- Secuencia Numérica (interna de Boeing): 707 - 717 - 720 - 727 - 737 →